# Here Today (canción de The Beach Boys)
«Here Today» es una canción escrita por Brian Wilson y Tony Asher, y grabada por el grupo estadounidense The Beach Boys, es la décima canción del álbum Pet Sounds de 1966. Fue incluido como lado B del sencillo "Darlin'" de 1967.
La letra de la canción expresa al oyente la posibilidad de que su nuevo amor podría terminar en angustia.

## Historia
Bruce Johnston dijo que Brian es: "la redefinición de la palabra brillante". Habló de la "inusual" ruptura en el medio de la canción, lo cual llamó como la perfección: "Esta es la ruptura que Brian me dijo que fue influenciado por Johann Sebastian Bach, y si ha oído alguna pieza de Bach, entonces sabrá lo que está hablando". Algunas charlas de estudio entre Bruce Johnston y un fotógrafo se pueden escuchar en el solo instrumental (solo en la versión mono).

## Grabación
La canción fue compuesta y producida por Brian Wilson con letra de Tony Asher. Asher ha dicho: "esa es una canción que tiene una serie de pequeñas secciones que son muy diferentes. No era una de las canciones más fáciles de escribir en el álbum. Era, por lo que recuerdo, una canción para la que escribí bastante que, en gran parte no usamos". Wilson ha dicho: "'Here Today' fue probablemente una de las canciones misteriosas del álbum. Realmente no sé de qué se trata pero me gustó. Aunque todavía yo no me identifico con esa canción como lo hago con 'You Still Believe in Me' o 'Caroline, No'. Era solo una de esas canciones allí, una pequeña canción".
"Here Today" fue la última canción grabada para Pet Sounds. Cuando la pista instrumental se registró el 11 de marzo, se tituló como "I Don't Have a Title Yet", posiblemente como un reflejo de la confusión en torno a su escritura. Algunas ideas para los arreglos y la producción de esta canción fueron extraídos de las primeras versiones de "Good Vibrations", grabadas en la misma época.
Stephen Davis, que examinó Pet Sounds, declaró que "Here Today": "retrata un pesimismo y malestar que sacude con el optimismo anterior. Es el final de la aventura ...". Donald Guarisco de Allmusic describió la canción como "un punto culminante de Pet Sounds ... uno de los acuerdos más ambiciosos de Brian Wilson".
A partir de 1:52 se puede escuchar algunas charlas de estudio (en algunos segundos aparece la voz de Brian Wilson), durante ese silencio vocal (solo en la versión mono), para 2:04 cuando se puede escuchar hablar a alguien más fuerte.

## Publicaciones
Fue publicada en el álbum de estudio Pet Sounds de 1966, la pista instrumental de "Here Today" se encuentra en Stack-O-Tracks de 1968, la canción fue compilada en el álbum Sunshine Dream de 1982 y la versión con Brian Wilson en voz líder y una versión a cappella se encuentran en The Pet Sounds Sessions de 1997, recientemente la canción fue grabada de nuevo por Brian Wilson y su banda en el 2002, en su álbum en vivo Pet Sounds Live de 2002.
Fue editada como lado B del sencillo "Darlin'" de 1967.

### En vivo
"Darlin'" fue interpretada en vivo y quedó registrado en el álbum Live in London de 1970, fue interpretada en The Beach Boys in Concert de 1973 y fue de vuelta para el álbum Good Timin': Live at Knebworth England 1980 publicado recientemente en el 2002.
Edición especial en sencillo
Por el 40º aniversario de Pet Sounds, se editó en junio de 1996 un sencillo de vinilo. El mismo se encuentra constituido por una versión en estéreo de "I Just Wasn't Made for These Times" que abarca todo el lado A del disco, mientras que una versión a capela de "Wouldn't It Be Nice" y una mezcla en estéreo de "Here Today", complementan el lado B.

## Créditos
The Beach Boys
- Mike Love: Voz líder
- Al Jardine: Vocal
- Bruce Johnston: Vocal
- Brian Wilson: Vocal
- Carl Wilson: Vocal
- Dennis Wilson: Vocal

Músicos de sesión
- Nick Martinis: Batería
- Frank Capp: Percusión
- Terry Melcher: Pandereta
- Lyle Ritz: Bajo eléctrico
- Carol Kaye: Bajo eléctrico
- Al Casey: Guitarra
- Mike Deasy: Guitarra
- Don Randi: Piano
- Larry Knechtel: Órgano
- Jay Migliori: Saxofón barítono
- Jack Nimitz: Saxofón barítono
- Gail Martin: Trombón
- Ernie Tack: Trombón bajo